# Điện Phong
Điện Phong là một xã thuộc thị xã Điện Bàn, tỉnh Quảng Nam, Việt Nam.

## Địa lý
Xã Điện Phong nằm ở phía nam thị xã Điện Bàn, có vị trí địa lý:
- Phía đông và phía nam giáp huyện Duy Xuyên
- Phía tây giáp xã Điện Phước và xã Điện Trung
- Phía bắc giáp các phường Điện An, Điện Minh và Điện Phương.

Xã Điện Phong có diện tích 11,90 km², dân số năm 2019 là 10.376 người, mật độ dân số đạt 872 người/km².

## Hành chính
Xã Điện Phong được chia thành 7 thôn: Hà An, Tân Thành, Cẩm Phú 1, Cẩm Phú 2, Tây An, Cẩm Đồng, Thi Phương.